# Тукаєво (Бураєвський район)
Тука́єво (рос. Тукаево, башк. Туҡай) — присілок у складі Бураєвського району Башкортостану, Росія. Входить до складу Бадраковської сільської ради.
Населення — 101 особа (2010; 109 у 2002).
Національний склад:
- башкири — 98 %

Стара назва — Тукаєва.